# Sven Karlsson (arkitekt)
Karl Sven Anders Karlsson, född 14 juli 1925 i Alvesta församling, Kronobergs län, död 28 januari 2015 i Växjö stads- och domkyrkoförsamling i Kronobergs län, var en svensk arkitekt.
Karlsson, som var son till fabrikör Hjalmar Karlsson och Ellen Ljung, genomgick teknisk utbildning, bedrev arkitektstudier och studerade i Svenska slöjdföreningens färgskola. Han var arkitekt och ritkontorschef på olika arkitektkontor och bedrev egen arkitektverksamhet i Växjö från 1964. Han tilldelades bland annat inköpspris i Myresjöhus småhustävling 1958.